# Rosie (série télévisée d'animation)
Pour les articles homonymes, voir Rosie.
Rosie est une série animée française-lao, diffusée depuis 2011 sur Gulli, créée par Romain Gadiou et Sébastien Tiquet réalisée par Josselin Ronse .
La saison 1 comporte 102 épisodes de 1 minute. La saison 2 compte 78 épisodes de 5 minutes, et voit apparaître de nombreux nouveaux personnages (la famille Calendula, la famille Chatou, Mamie Suzie, Miguel le marchand de glaces, etc.). Alors que la première saison choisissait de ne montrer les adultes que sous la forme d'ombres, la saison 2 les présente en « chair et en os ».

## Synopsis
Toujours vêtue de noir, Rosie porte un regard moqueur, décalé et égocentrique sur le monde qui l'entoure. Et autant dire qu'elle n'a pas sa langue dans sa poche. Son univers se résume à sa maison et ses alentours, où elle rencontre régulièrement son voisin Olive qu'elle prend un malin plaisir à faire tourner en bourrique.
Quand elle en éprouve le besoin, Rosie fait apparaître Blackie, son ami imaginaire, un mouton vert et débonnaire. Bonne pâte, il est le seul à qui elle confie ses pensées les plus intimes, parce que Blackie a l'avantage de ne jamais répéter ses secrets.
Chaque épisode met Rosie en scène dans une très courte situation qui se conclut invariablement par une chute en points de suspension, dans la plus pure tradition des comic strips. Sa gouaille et son style graphique font de Rosie une cousine germaine de Petite Lulu et de Lucy (amie/ennemie de Charlie Brown) .
Il y a certains points communs entre les personnages de Rosie et ceux d'une autre série du même auteur : Raymond.

## Personnages récurrents
- Rosie Bodelin : Ce qu'elle aime, c'est ne rien faire, et de préférence être avachie devant la télévision à manger des glaces ! Mais au bout d'un moment, forcément, elle s'ennuie. C'est pour ça qu'elle ne peut pas s'empêcher de toujours retourner voir Olive, pour l'embêter encore un peu. Rosie est imprévisible et nonchalante, philosophe et blasée. Ado avant l'age, sa mère pourrait en témoigner, elle est capable de s'enthousiasmer pour une chose qu'elle détestera l'instant d'après. Rosie peut aller loin dans la méchanceté, avec une candeur qui désamorce toute réplique. Elle a du caractère et exprime tout haut ce qu'elle pense !
- Olive Chatoux : Olive est le voisin de Rosie. Il est plus jeune qu'elle, roux et assez chétif. Outrageusement et fondamentalement bon, toujours enjoué et souriant, sa gentillesse extrême ainsi que sa naïveté confinent à la bêtise, et Rosie (qui le surnomme le «nain roux») trouve ça très énervant !  Persuadé que Rosie le considère comme un ami sincère, il la suit partout, et a tendance à l'idolâtrer. Rosie en profite, bien entendu, pour tester sur lui  ses expériences les plus folles, ou simplement lui faire subir toutes sortes de blagues peu sympathiques, juste pour le fun. Quelques indices au travers des épisodes laissent entendre que Rosie aime bien Olive malgré tout, enfin du moins qu'elle le considère un peu plus dignement que comme un sujet d'expérience sautillant...!
- Blackie : Blackie est un mouton vert. C'est l'ami imaginaire de Rosie. Son unique ami. Elle est d'ailleurs la seule à le voir. Il ne parle pas et se contente de la fixer de ses grands yeux. Au moins, il ne contrarie jamais Rosie ! Il est le reflet de son imagination et il lui arrive donc souvent des choses extraordinaires !
- Eve Calendula : Eve Calendula est une femme stricte, pincée et prétentieuse, qui n'estime personne. Elle a à cœur de toujours paraître parfaite, que ce soit en ayant le meilleur feng shui, les meilleures tartes ou bien en s'impliquant dans divers clubs du Pinçon Joyeux. Elle déteste le vendeur de glace et Rosie (qu'elle appelle «boule de gras») et celle-ci le lui rend bien car elle prend un malin plaisir à dévoiler ce qui se cacher sous les dehors si charmants de madame Calendula.
- Annabelle-Floriane "Anne-Flo" Calendula : fille d'Eve Calendula. Blonde, jolie, habillée de rose, Anne-Flo est l'archétype de la petite fille modèle et doit son éducation très stricte (elle vise sans cesse l'excellence à l'école et fait 14 activités extrascolaires !), c'est donc l'inverse de Rosie, et sa meilleure ennemie... Cependant, sous ses dehors charmants, elle est aussi pimbêche et vantarde que sa mère, bien qu'elle ait souvent un réel désir d' «aider» (comprendre: «rendre comme elle») Rosie, ce qui agace prodigieusement cette dernière et l'oblige à inventer toutes sortes de stratagèmes pour punir Anne-Flo comme il se doit. Il arrive cependant que les deux s'associent, si elles y trouvent leur intérêt...
- Brice Calendula : père d'Anne-Flo et le mari d'Eve Calendula.
- La Maman : La maman n'existe que sous la forme d'une ombre et d'une voix. On ne voit jamais son visage. Elle est d'une gentillesse et d'une attention excessives et finalement effrayantes. Elle étouffe sa fille de mots gentils : "ma roudoudou d'amour", "mon poussin", sans jamais l'écouter ni la prendre physiquement dans ses bras.

## Fiche technique
- Titre : Rosie
- Production : Zagtoon, Studio 2 Minutes
- Réalisation : Josselin Ronse
- Auteur du concept : Romain Gadiou
- Bible littéraire : Romain Gadiou (saison 1) / Romain Gadiou, Chloé Sastre, Mélanie Duval (Saison 2)
- Auteur graphique : Romain Gadiou et Sébastien Tiquet
- Scénaristes : Romain Gadiou, Chloé Sastre, Sophie Lodwitz, Julien Sibre, Mélanie Duval, Juliette Turner, Sébastien Thibaudeau, Michael Delachenal, Delphine Dubos, Emmanuel Leduc, Peter Saisselin, Léonie De Rudder, Cécile Polard.
- Musique : Jean-Philippe Goude
- Producteurs[2] : Jean-Michel Spiner, Jacqueline Tordjman, Jérémy Zag

## Distribution
- Anaïs Demoustier : Rosie
- Bernadette Ferry : Olive et la maman (saison 1)
- Emmanuel Fouquet : le docteur Charlebois
- Martial Le Minoux : M. Chatou, M. Calendula
- Fanny Bloc : Annabelle-Floriane Calendula
- Nathalie Bienaimé : Olive (saison 2), Mamie Suzie, Mme Calendula
- Frédérique Marlot : la maman (saison 2)
- Romain Gadiou : voix additionnelles

## Épisodes

### Saison 1
- 1 : Se défaire des amis
- 2 : C'est gagné !
- 3 : À mon cher voisin
- 4 : Invasion imminente
- 5 : Darth Rose
- 6 : Le clou
- 7 : Pouvoir d'un jour
- 8 : La mélodie du bonheur
- 9 : Inspirée
- 10 : Roméo est un lâche
- 11 : La sœur jumelle diabolique
- 12 : Un prénom qui sonne
- 13 : Le mépris
- 14 : La vraie vie
- 15 : Les enfants malheureux
- 16 : Les collectionneurs
- 17 : Pas bouger
- 18 : Action ou vérité
- 19 : Le seigneur des donuts
- 20 : Connais toi toi-même
- 21 : Espèce en voie de disparition
- 22 : L'orage
- 23 : L'invitation
- 24 : Apprentis magiciens
- 25 : Un si gentil petit garçon
- 26 : Le relooking d'Olive
- 27 : La chanson de Rosie
- 28 : Monstrueux
- 29 : Salade de fruits
- 30 : Ton meilleur ami
- 31 : Proche de ses électeurs
- 32 : Pas de polémique
- 33 : Photo de campagne
- 34 : Média training
- 35 : Un slogan qui déchire
- 36 : Le blackiegate
- 37 : Le grand virage
- 38 : Ils sont parmi nous
- 39 : Voisin bonheur
- 40 : A tou tou you tou
- 41 : Documentaire animalier
- 42 : L'amitié selon Rosie
- 43 : Nouvelle star
- 44 : Test de douleur
- 45 : Rosie petite maman
- 46 : La vie plus belle
- 47 : Chocolilostein
- 48 : Un jour mon prince
- 49 : 1... 2... 3...
- 50 : Mon imaginami
- 51 : Chacun ses démons
- 52 : Éthique au gourmet
- 53 : Une histoire et au lit
- 54 : À perdre la laine
- 55 : Coloriage
- 56 : La nounou
- 57 : Francis
- 58 : Écoute mon cœur
- 59 : Thérapie de couple
- 60 : À l'intérieur
- 61 : Trop de stress
- 62 : C'est bon de rire
- 63 : Du bon usage de l'instruction
- 64 : À bout
- 65 : Blackie disparaît
- 66 : Méditons
- 67 : D'où viens-tu Blackie ?
- 68 : Le secret de Blackie
- 69 : L'étiquette
- 70 : Un dîner chez Olive
- 71 : Ceux qui nous élèvent
- 72 : Neptune et moi
- 73 : Sans attache
- 74 : Enfance heureuse
- 75 : La honte
- 76 : Tu me dis un secret
- 77 : Après-midi entre filles
- 78 : Paris de cuisine
- 79 : L'annonce faite à Rosie
- 80 : Fête des mères
- 81 : On a échangé nos papas
- 82 : Reconnais-le
- 83 : L'enfant imaginaire
- 84 : Des preuves !
- 85 : Si seulement...
- 86 : Olive et Blackie
- 87 : Olive es-tu là ?
- 88 : Le télé-achat
- 89 : Cobayes de la vie
- 90 : Le 4e mur
- 91 : Ça fait mal
- 92 : L'absentéisme c'est mal
- 93 : Le choix d'Olive
- 94 : Le public a voté
- 95 : Petit Papa Noël
- 96 : La fessée
- 97 : Chirurgie réparatrice
- 98 : Maladie pour un ami
- 99 : Double vue
- 100 : Dessine-moi ta famille
- 101 : Une bonne communication
- 102 : Cauchemars

### Saison 2
- 1 : Jamais sans Olive
- 2 : Fleur d'entrailles
- 3 : Contes défaits
- 4 : Antidote contre le bonheur
- 5 : La nuit des Chocozombies
- 6 : Poney bonheur
- 7 : La guerre des nerfs
- 11 : La vérité est ici
- 12 : Une Suzie de destruction massive
- 13 : Rêve d'enfant
- 14 : La guerre des pestes
- 15 : Changement de camp
- 16 : Garde malade
- 17 : Telle mère, telle fille
- 18 : Contagion
- 20 : Livraison fatale
- 21 : Le test des consommateurs
- 22 : Le jour de la dégradation de la note
- 23 : Une soirée pour convaincre
- 24 : Art thérapie
- 26 : La punition
- 27 : Impérieux et obligatoire
- 28 : Olive est mortel !
- 29 : 4 minutes 30 pour vivre
- 30 : Krukutchka, une amie qui vous veut du bien
- 31 : Pique-nique poétique
- 32 : Opération Infiltration
- 33 : Bad Feng Shui
- 34 : Zap
- 35 : On a échangé nos enfants
- 36 : Séance de minuit
- 37 : Un fauteuil pour 3
- 38 : Elections
- 39 : Preuve de confiance
- 40 : Le rôle de sa vie
- 41 : Rosie - Marguerita
- 42 : Rosie fait ses adieux
- 43 : Maîtresse à domicile
- 46 : Ensemble, c'est mieux
- 47 : Opération Pinson vigilant
- 48 : Papa glaces
- 49 : Le défilé
- 50 : Radio Rosie !
- 51 : Marre des canards
- 52 : Le crime était presque génial
- 53 : Némésis
- 54 : Des enfants attachants
- 55 : La photo de quartier
- 56 : Y aura-t-il Noël à Noël?
- 57 : La fureur du petit dragon
- 58 : Force de persuasion
- 59 : La vie secrète de Brice
- 60 : Le choix de Rosie
- 64 : Comment se faire des amis en 10 leçons
- 66 : Arme fatale
- 67 : L'amour selon Rosie
- 68 : Touchez pas à mon poste
- 69 : Craquage à l'horizon
- 70 : Black out
- 71 : Ze Artist
- 73 : Power Mamie
- 75 : Un gentil méchant
- 76 : Les tarés du village
- 77 : Le fabuleux dessein de Delphine Bodelin
- 78 : Adieu Pinson Joyeux

## Rosie, le livre
Les aventures de Rosie sont développées en livre pour les éditions Nathan, mêlant BD et mini roman. Adaptant 7 histoires tirées de la série éponyme, un premier tome est sorti le 22 août 2013 sous le titre « Rosie contre le reste du monde ». Un deuxième tome est sorti en avril 2014 sous le titre " Noir, c'est noir".